# Discret (album)
Pour les articles homonymes, voir Discret.
 (janvier 2018).
Si vous disposez d'ouvrages ou d'articles de référence ou si vous connaissez des sites web de qualité traitant du thème abordé ici, merci de compléter l'article en donnant les références utiles à sa vérifiabilité et en les liant à la section « Notes et références ».
Discret est le premier album solo, sorti en avril 2009, du rappeur AP (aussi crédité en tant que « AP du 113 »), ancien membre du groupe de hip-hop français 113 et du collectif Mafia K'1 Fry.
L'album atteint la 22e place dans les classements français et reste classé sept semaines.

## Liste des titres
| 1.    | Intro                                        | Mooch, Trackavelic   | 2:02 |
| 2.    | Discret                                      | Thérapy (alias 2093) | 3:32 |
| 3.    | La Nuit (feat. Despo Rutti)                  | Thérapy (alias 2093) | 4:52 |
| 4.    | Roue de secours                              | Thérapy (alias 2093) | 4:29 |
| 5.    | Tempéraments (feat. Dry et OGB)              | Jakus                | 4:40 |
| 6.    | Tout peut basculer                           | DJ Mosko, Hedayat    | 3:37 |
| 7.    | Je suis libre (feat. JMI Sissoko)            | Skalpovich (Skalp)   | 4:41 |
| 8.    | Black Machine                                | Trackavelic          | 4:08 |
| 9.    | Skit (feat. Dawa)                            | Thérapy (alias 2093) | 1:46 |
| 10.   | Gwada (feat. Krys et Dawa)                   | Mooch                | 3:56 |
| 11.   | De passage (feat. Léa Castel)                | Trackavelic          | 4:09 |
| 12.   | Évasion                                      | Demon                | 2:57 |
| 13.   | Le Zeille (feat. Selim du 9.4)               | Blastar              | 4:27 |
| 14.   | All I Need (feat. Sizzla)                    | Bost & Bim           | 4:29 |
| 15.   | L'Industrie (feat. 113)                      | Trackavelic          | 3:40 |
| 16a.  | Dernier souffle                              | Wealstarr            | 4:17 |
| 16b.  | Le Son des Reurtis (feat. Doramy et Yayouss) | Surmezur             | 4:40 |
| 17.   | Mes Divas (Remix) (feat. Medhy Custos)       | Jean-Michel Hierso   | 3:57 |
| 70:52 |                                              |                      |      |

## Crédits
| - AP : chant - Veron "Koxx" Dinnall : basse - Jean-Michel Hierso : batterie, claviers - Thierry Delannay : guitare - Grégory Custos : claviers - DJ Cream, DJ First Mike : scratches | - Ingénierie : Bost & Bim, Christophe Boin, Mooch, Nicolas Sacco - Mastering : Éric Chevet - Mixage : Éric Chevet, Mooch - Mixage (assistants) : Guillaume Lafeuillade, Nabil Essemlani, Pierre Schmitt - Artwork (graphisme), photographie : Fifou |